# Nati nel 1508
| Questa pagina contiene informazioni ricavate automaticamente dalle voci biografiche con l'ausilio del template Bio e di un bot. L'aggiornamento è periodico e automatico e ricostruisce completamente la pagina. Se manca una persona in questa lista, sei pregato di non aggiungerla, ma accertati piuttosto che la sua voce biografica contenga il template Bio e che i dati anagrafici siano correttamente compilati. Se il template Bio manca, inseriscilo tu stesso o, in alternativa, metti l'avviso {{tmp\|Bio}} che ne segnala la mancanza. Se i dati riportati sono sbagliati, correggi direttamente la voce biografica; le modifiche saranno visibili in questa lista entro pochi giorni. Per chiarimenti vedi il progetto biografie. La lista contiene solo le 58 persone che sono citate nell'enciclopedia e per le quali è stato implementato correttamente il template Bio. Pagina aggiornata al 12 set 2024. |

## Febbraio(1)
- 17 febbraio - Bernardo Salviati, cardinale e condottiero italiano († 1568)

## Marzo(3)
- 1º marzo - Paolo Aretino, compositore italiano († 1584)
- 7 marzo - Humayun, imperatore indiano († 1556)
- 24 marzo - Giberto II Pio di Savoia, condottiero italiano († 1554)

## Aprile(2)
- 3 aprile - Jean Dorat, scrittore e poeta francese († 1588)
- 4 aprile - Ercole II d'Este, duca († 1559)

## Maggio(1)
- 31 maggio - Galeotto II Pico della Mirandola, nobile e condottiero italiano († 1550)

## Giugno(3)
- 9 giugno - Primož Trubar, religioso e scrittore sloveno († 1586)
- 13 giugno - Alessandro Piccolomini, letterato, astronomo e arcivescovo cattolico italiano († 1578)
- 24 giugno - Jean Codure, gesuita francese († 1541)

## Settembre(2)
- 19 settembre - Maria Paleologa, principessa († 1530)
- 25 settembre - Francisco Mendoza Bobadilla, cardinale e vescovo cattolico spagnolo († 1566)

## Novembre(3)
- 10 novembre - Felice Tiranni, arcivescovo cattolico italiano († 1578)
- 23 novembre - Francesco di Brunswick-Lüneburg, nobile tedesco († 1549)
- 30 novembre - Andrea Palladio, architetto, teorico dell'architettura e scenografo italiano († 1580)

## Dicembre(2)
- 9 dicembre - Gemma Frisio, matematico e cartografo olandese († 1555)
- 24 dicembre - Pietro Carnesecchi, umanista e funzionario italiano († 1567)

## Senza giorno specificato(41)
- Moshe Alshich, rabbino e mistico ottomano († 1593)
- Onofrio Bartolini, arcivescovo cattolico italiano († 1555)
- Giovanni Beccaria, presbitero e docente svizzero († 1580)
- Jacopo Bonfadio, umanista e storico italiano († 1550)
- Giovanni Cervoni, poeta e letterato italiano
- Margaret Clement, matematica inglese († 1570)
- Quinto Mario Corrado, umanista italiano († 1575)
- Marino Darsa, commediografo, poeta e drammaturgo dalmata († 1567)
- Antonio da Trento, incisore e pittore italiano († 1550)
- Cristoforo Gherardi, pittore italiano († 1556)
- Livia, nobile italiana († 1569)
- Gian Girolamo Grandi, scultore italiano († 1560)
- Asakura Kagetaka, militare giapponese († 1570)
- Kamiizumi Nobutsuna, militare giapponese († 1577)
- Kyōgoku Takayoshi, militare giapponese († 1581)
- Paolo Lazise, umanista e teologo italiano († 1544)
- Antioco Mainas, pittore italiano
- Matsunaga Hisahide, militare giapponese († 1577)
- Jean de Montluc, vescovo cattolico francese († 1579)
- Antonio Morandi, architetto italiano († 1568)
- Paola Antonia Negri, religiosa italiana († 1555)
- Hans Neusidler, compositore e liutista tedesco († 1563)
- Francisco Pacheco de Villena, cardinale e arcivescovo cattolico spagnolo († 1579)
- Girolamo Pallavicino, condottiero italiano († 1579)
- Pedro Ponce de Leon, educatore e pedagogo spagnolo († 1584)
- Giacomo Promontorio, doge († 1578)
- Paolo Sadoleto, vescovo cattolico e umanista italiano († 1572)
- Georges de Selve, vescovo cattolico francese († 1541)
- Gabrio Serbelloni, condottiero italiano († 1580)
- Jérôme Souchier, abate e cardinale francese († 1571)
- William Stafford, militare inglese († 1556)
- Hans Steininger, politico austriaco († 1567)
- Marquardo Susanna, giurista e avvocato italiano († 1578)
- Christophe de Thou, avvocato e politico francese († 1582)
- Alessandro da Terni, condottiero italiano († 1555)
- William Turner, medico, naturalista e presbitero britannico († 1568)
- Rhys ap Gruffydd, militare gallese († 1531)
- François de Connan, giurista francese († 1551)
- Anne de Pisseleu d'Heilly, nobile francese († 1580)
- Juan de Salazar, militare e esploratore spagnolo († 1560)
- Masuma Sultan Begum, principessa indiana